# Enclavewerk
Enclavewerk, ook gekend als locatiewerk of enclaves is een samenwerkingsvorm waarbij medewerkers van een maatwerkbedrijf tijdelijk of structureel tewerkgesteld worden op de werkvloer van een externe opdrachtgever. Deze vorm van tewerkstelling is typisch binnen de sociale economie en biedt mensen met een afstand tot de arbeidsmarkt de kans om vaardigheden te ontwikkelen in een reguliere werkomgeving. 

## Doel en werking
Enclavewerk wordt georganiseerd door maatwerkbedrijven of sociale werkplaatsen. Hierbij blijft het maatwerkbedrijf verantwoordelijk voor de planning en opvolging van het werk, de loonadministratie en de sociale ondersteuning van de medewerkers. De opdrachtgever zorgt op zijn beurt voor een aangepaste werkomgeving, instructies en eventueel werkinfrastructuur. De opdrachten zijn vaak repetitief of arbeidsintensief en kunnen gaan van verpakkings- of assemblagewerk tot onderhouds- of logistieke taken. Het maatwerkbedrijf kan een of meerdere begeleiders inzetten, afhankelijk van de complexiteit van het werk en de ondersteuningsnoden.

## Enclavewerk in Vlaanderen
In Vlaanderen wordt enclavewerk ondersteund binnen het maatwerkdecreet, dat tot doel heeft duurzame, begeleide tewerkstelling te voorzien voor mensen met een arbeidsbeperking of afstand tot de arbeidsmarkt. Enclavewerking is een van de manieren waarop maatwerkbedrijven samenwerking kunnen opzetten met reguliere bedrijven of publieke instellingen.
Volgens een conceptnota van het Vlaams Parlement die focust op de enclavewerking mogen de sociale en de reguliere economie geen gescheiden werelden zijn. Reguliere ondernemingen erkennen hoe langer hoe meer de meerwaarde van een samenwerking met de sociale economie. Er zijn verschillende mogelijkheden om die samenwerking verder intensief uit te bouwen, bijvoorbeeld door het uitbesteden van bepaalde opdrachten, het investeren in een enclavewerking of het individueel maatwerk.
Groep Maatwerk, de koepelorganisatie van erkende maatwerkbedrijven in Vlaanderen, benadrukt het belang van enclavewerk als een flexibele samenwerkingsvorm. Bedrijven die kiezen voor enclavewerking kunnen rekenen op een betrouwbare uitvoering van repetitief of arbeidsintensief werk, terwijl ze maatschappelijk verantwoord ondernemen in de praktijk brengen. Tegelijk krijgen maatwerkmedewerkers de kans om te functioneren in een omgeving dichter bij de reguliere arbeidsmarkt